# سياسة السعودية المائية
إمدادات المياه والصرف الصحي في المملكة العربية السعودية تتميز باستثمارات كبيرة في تحلية مياه البحر، وتوزيع المياه والصرف الصحي ومعالجة مياه الصرف الصحي مما يؤدي إلى زيادة كبيرة في الحصول على مياه الشرب والصرف الصحي على مدى العقود الماضية. حوالي 50٪ من مياه الشرب تأتي من تحلية مياه البحر، و 40٪ من استخراج المياه الجوفية غير المتجددة و 10٪ من المياه السطحية، وخاصة في المناطق الجبلية جنوب غرب البلاد. العاصمة الرياض، وتقع في قلب البلاد، تم توفيره مع المياه المحلاة التي يتم ضخها من الخليج العربي على مسافة 467 كلم. ونظرا لجوهرية الثروة النفطية، يتم توفير المياه مجانا تقريبا. على الرغم من التحسينات جودة الخدمة لا يزال ضعيفا. على سبيل المثال، في الماء الرياض كانت متاحة فقط مرة واحدة كل 2.5 يوم في عام 2011، بينما في جدة كان متوفرا أيام كل 9 فقط. القدرة المؤسسية والحكم في القطاع ضعيفة، مما يعكس الخصائص العامة للقطاع العام في المملكة العربية السعودية. منذ عام 2000، فإن الحكومة قد اعتمدت بشكل متزايد على القطاع الخاص لتشغيل المياه والصرف الصحي، بدءا من محطات تحلية المياه ومعالجة مياه الصرف الصحي. منذ عام 2008، يتم تفويض تشغيل نظم توزيع المياه في المناطق الحضرية تدريجيا لشركات القطاع الخاص أيضا.

## برج المياه القديمة في الرياض
لا توجد ما يصل إلى تاريخ بيانات موثوقة وعلى الحصول على مياه الشرب إمدادات المياه والصرف الصحي في المملكة العربية السعودية.
وفقا ل منظمة الصحة العالمية، وآخرها مصدر موثوق هو تعداد عام 1993. فإنه يشير إلى أن في المناطق الحضرية، حيث يعيش 88٪ من السكان، وكان 97٪ الحصول على مياه الشرب من التوصيلات المنزلية وزيارتها 100٪ الحصول على خدمات الصرف الصحي المحسنة. كان الصرف الصحي في المناطق الحضرية في المقام الأول من خلال الحلول في الموقع وكان على علاقة 43٪ فقط من سكان المناطق الحضرية إلى المجاري. في المناطق الريفية، ومع ذلك، كان 63٪ فقط الوصول إلى مصدر محسن لإمدادات المياه. لا توجد أرقام موثوقة عن الوصول إلى مرافق الصرف الصحي في المناطق الريفية. ومع ذلك، وفقا لدراسة أجريت عام 2004 من إيلي الحاج من كلية الدراسات الشرقية والأفريقية «نصف الأسر السعودية لا تزال لديها أي توصيلات المياه البلدية وثلثي هي دون توصيلات الصرف الصحي». أيضا، المدن السعودية ليس لديها أنظمة تصريف مياه الأمطار للتعامل مع قصيرة وعرضية، ولكن بفيضانات شديدة من فصل الشتاء.

## جودة الخدمة

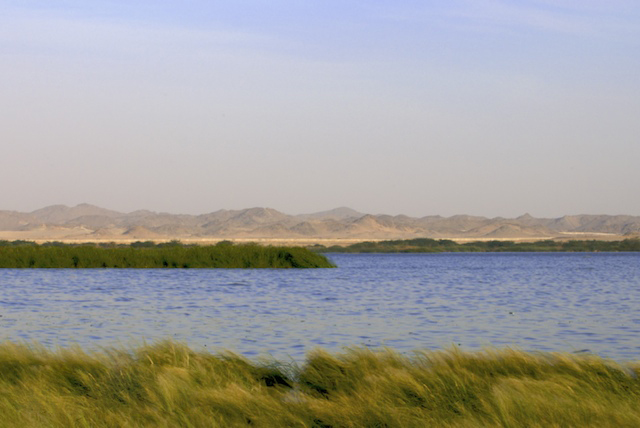
جهود تجفيف بحيرة المسك وتحسين إدارة مياه الصرف في جدة

مياه الشرب. وعلى الرغم من تحسن واضح في جودة الخدمة لا تزال غير كافية. على سبيل المثال، عدد قليل من المدن تتمتع استمرار الخدمة، وضغط المياه في كثير من الأحيان غير كافية. في الرياض كان المياه المتاحة مرة واحدة فقط كل 2.5 يوم في عام 2011، بينما في جدة كان متوفرا أيام كل 9 فقط. هذا لا يزال أفضل مما كان عليه في عام 2008، عندما كانت الأرقام منهما 5 و 23 أيام. وبينما هي بيانات منتظمة على جودة الخدمة متاحة الآن لعدة مدن، فهي ليست متاحة للجمهور. في بعض المحليات المياه الجوفية المستخدمة لمياه الشرب ملوثة بشكل طبيعي مع مستويات الفلورايد الزائد عن المستوى الموصى به من 0,7-1,2 ملغ / لتر. على سبيل المثال، أظهرت دراسة العام 1990 أن مستوى الفلورايد في مياه الشرب في مكة المكرمة كان 2.5 ملغ / لتر. في الرياض ينخفض مستوى الفلوريد أقل بكثير من المستوى الموصى به عن طريق مزج المياه الجوفية مع مياه البحر المحلاة.
مياه الصرف الصحي. هناك 33 محطة معالجة مياه الصرف الصحي بسعة 748 مليون متر مكعب سنويا، وأكثر من 15 قيد الإنشاء. ويجري الكثير من مياه الصرف الصحي المعالجة استخدامها للري المساحات الخضراء في المدن (المناظر الطبيعية)، ل الري في الزراعة وغيرها من الاستخدامات.
يتم جمع مياه الصرف الصحي تتركز من خزانات الصرف الصحي من خلال الشاحنات. في جدة بإغراق الشاحنات مياه الصرف الصحي لمدة 25 عاما في الوادي الذي كان يسمى مجازا على «بحيرة المسك». البركة، وعقد أكثر من 50 مليون متر مكعب من مياه الصرف الصحي، فاضت تقريبا خلال الأمطار الغزيرة في نوفمبر 2009 تهدد الفيضانات أجزاء من المدينة. بعد ذلك، أمر الملك البحيرة إلى أن جفت في غضون عام بمساعدة من شركة المياه الوطنية.

## استخدام المياه
ويقدر إجمالي استخدام المياه البلدية في المملكة العربية السعودية في 2.28 كيلومتر مكعب سنويا في عام 2010، أو 13٪ من إجمالي استخدامات المياه. تشكل الزراعة 83٪ من استخدام المياه والصناعة ل4٪ فقط. وقد تزايد الطلب بمعدل 4.3٪ سنويا (المتوسط خلال الفترة 1999-2004)، جنبا إلى جنب مع النمو السكاني في المناطق الحضرية (حوالي 3٪). عادة لا إمدادات المياه المقننة، لا في المصدر ولا نقطة توزيع. ويقدر مبدئيا أن متوسط استهلاك المياه لتلك المتصلة بالشبكة حوالي 235 لترا للفرد في اليوم، أقل مستوى مما كان عليه في الولايات المتحدة.
إعادة استخدام المياه في المملكة العربية السعودية ينمو سواء على مستوى المباني وعلى مستوى المدن. على سبيل المثال، الوضوء يتم إعادة استخدامها للمياه في المساجد للاحمرار من المراحيض. وعلى مستوى المدينة، وتعامل مياه الصرف الصحي يتم استخدامها لهندسة المناظر الطبيعية، والري والصناعات مثل التكرير. في الرياض ويتم ضخ 50 مليون متر مكعب سنويا أكثر من 40 كم (25 ميل) و60M ارتفاع لري 15,000 هكتارا من القمح والأعلاف والبساتين وأشجار النخيل.
المحافظة على المياه التدابير، مثل حملات التوعية عبر وسائل الإعلام والنشرات التثقيفية، تم تنفيذها. وبالإضافة إلى ذلك، في الرياض وقد تم تنفيذ برنامج مراقبة تسرب خارجا وأنه تم استحداث والخاصة، وارتفاع تعريفة المياه. وعلاوة على ذلك تم توزيع الأجهزة المياه مجانا (الصنابير، ورؤساء دش، وصناديق المرحاض)، يقال مما أدى إلى انخفاض استخدام المياه السكني من بين 25-35٪.
نسبة غير معروفة، ولكن كبيرة من السكان تعتمد على العرض من خلال صهاريج المياه. على سبيل المثال، الرياض تشهد نقصا في المياه والكهرباء بشكل متقطع، وخصوصا خلال موسم ذروة الطلب في فصل الصيف. لمواجهة هذا النقص، تم توزيع 18 مليون متر مكعب من المياه خلال فصل الصيف واحدا تلو مقاولين من القطاع الخاص. مع التكليف من حقل آبار كبير جديد في منطقة Honai تم تخفيض هذه المشكلة.

## الموارد المائية

بئر مياه قديم في السعودية

المملكة العربية السعودية هي واحدة من المناطق الأكثر جفافا في العالم، مع عدم وجود أنهار دائمة. يتم الحصول على الماء من أربعة مصادر مختلفة:
غير المتجددة للمياه الجوفية من أعماق طبقات المياه الجوفية الأحفورية
المياه المحلاة
سطح الماء
المياه الجوفية المتجددة من الخزانات الغرينية الضحلة
فقط مصادر الماضيين قابلة للتجديد. حجمها، ومع ذلك، هو الحد الأدنى. وتوفر محطات تحلية المياه حوالي نصف مياه الشرب في البلاد. حوالي 40٪ تأتي من المياه الجوفية. الباقي يأتي من المياه السطحية (حوالي 10٪). المياه المحلاة هو السائد على طول السواحل والمياه السطحية في المنطقة الجنوبية الغربية والمياه الجوفية في مناطق أخرى. العاصمة الرياض، ومع ذلك، يتم توفيره إلى حد كبير مع المياه المحلاة التي يتم ضخها من الخليج العربي على 467 كم إلى المدينة الواقعة في قلب البلاد.

## الأحفوري المياه الجوفية
المستويات الحالية لاستخراج المياه الجوفية يتجاوز بكثير من مستوى التغذية الطبيعية: المياه الجوفية ويجري «الملغومة». على سبيل المثال، الأحساء طبقة المياه الجوفية في المنطقة الشرقية شهدت انخفاضا من 150 متر على مدى السنوات ال 25 الماضية. منذ حجم قابلة للاستخدام من المياه الجوفية غير معروف، فإنه ليس من الواضح كيف الجوفية طويلة التعدين يمكن أن يستمر. تقديرات المياه الجوفية المخزنة في مستودعات المياه الجوفية الرئيسية هي مثيرة للجدل. ومن المتوقع تقييمات الموارد الجارية لتوفير تقديرات موثوقة لحجم المياه اليسار في التخزين في كل طبقة المياه الجوفية، وتقديرات جزء من هذا الحجم التي يمكن استخراجها على أساس مستدام.

## تحلية المياه
في عام 2011 كان حجم المياه التي قدمتها 27 محطات التحلية التي تديرها حكومة البلاد في 17 موقعا 3.3 مليون M3 / يوم (1.2 مليار M3 / سنة). وتقع 6 محطات على الساحل الشرقي و 21 محطات على ساحل البحر الأحمر. المملكة العربية السعودية هي أكبر منتج للمياه المحلاة في العالم. 12 النباتات تستخدم التقطير فلاش متعددة المراحل (MSF) و 7 مصانع تستخدم متعددة تأثير التقطير (MED). وفي كلتا الحالتين يتم دمج محطات التحلية مع محطات الطاقة (نباتات ذات الغرض المزدوج)، وذلك باستخدام البخار من محطات توليد الكهرباء كمصدر للطاقة. 8 النباتات هي نباتات ذات الغرض الواحد التي تستخدم التناضح العكسي (RO) التكنولوجيا والطاقة من الشبكة. إلى حد بعيد أكبر مصنع، الجبيل II على الساحل الشرقي، هو نبات منظمة أطباء بلا حدود التي بنيت في مراحل لاحقة منذ عام 1983 بسعة تقريبا 950,000 M3 / اليوم أن تمد الرياض. يقع أكبر محطة التناضح العكسي في ينبع على البحر الأحمر. التي تزود مدينة المدينة المنورة ولها قدرة 128,000 M3 / يوم. النباتات MED هي أصغر من ذلك بكثير. مكة تستقبل مياهها من النباتات في جدة والشعيبة إلى الجنوب مباشرة من مدينة جدة. في رأس الخير، أكبر مصنع للبلاد بسعة 1 مليون M3 / يوم كان تحت الإنشاء اعتبارا من عام 2012. وكان أول محطة لتحلية المياه بالطاقة الشمسية المقرر افتتاحه في عام 2013 في الخفجي قرب الحدود الكويتية . لديه قدرة 30,000 M3 / يوم. هو زرع عشر مرات أكبر في مكان لم يكشف عنه حتى الآن من المقرر أن أطلقت مرة واحدة وقد تم تكليف أول مصنع كجزء من خطة وطنية لتوسيع نطاق واسع لتحلية المياه بالطاقة الشمسية أطلقت في عام 2010 يسمى مبادرة الملك عبد الله للتحلية المياه بالطاقة الشمسية.
في عام 2010 تم إطلاق أكبر محطة تحلية عائمة في العالم بسعة إنتاج 25,000 M3 / يوم (9 ملايين M3 / السنة) على بارجة في ينبع . بينما هذه القدرة ليست سوى جزء صغير من إجمالي طاقة التحلية، فإنه يكفي لتزويد مدينة مع أكثر من 100,000 نسمة بمياه الشرب. تماما مثل المراكب تحلية المياه الصغيرة التي تعمل منذ عام 2008 وأنها مصممة لتلبية الطلب الموسمي المرتفع على المياه الصالحة للشرب في أي مكان على طول ساحل البحر الأحمر في المملكة.

### المياه السطحية والمياه الجوفية الغرينية
ويقدر متوسط الجريان السطحي السنوي في البلاد في أكثر من مليارَي متر مكعب سنويا. البلاد لديها أحد عشر طبقات المياه الجوفية الطمي المتجددة مع ما يقدر مجتمعة التغذية المتوسط السنوي ما يقرب من مليار متر مكعب سنويا. وفقا لمعهد الموارد العالمية تتداخل المياه الجوفية والمياه السطحية الموارد المتجددة، أي موارد المياه الجوفية المتجددة كلها تنشأ في التغذية من الأنهار (الأودية) بحيث مجموع الموارد المائية المتجددة هي بالترتيب من 2 كيلومتر مكعب / سنة. السطحية وتتركز الموارد والمياه الجوفية المتجددة في الغرب والجنوب الغربي، حيث سقوط الأمطار أعلى.

## التاريخ والتطورات الأخيرة
قطاع المياه السعودي، مثل البلد بأكمله، قد شهد تغيرات هائلة خلال العقود الماضية من نظام يقوم على استخدام الموارد المائية المتجددة المحلية لأغراض الري على نطاق صغير ومحدود الاستخدامات المحلية إلى نظام يستند إلى حد كبير على استخدام المياه المحلاة والمياه الجوفية الأحفورية لأغراض الري على نطاق واسع والاستخدامات المنزلية والتجارية والصناعية على مستوى مماثل إلى البلدان المتقدمة. الهيئة السعودية للمياه، التي أنشئت في عام 1965، وقد كان عاملًا مهما في عملية التغيير هذه.
حتى عام 1994 استخدام المياه للأغراض المنزلية كان حرا تماما في المملكة العربية السعودية. عندها فقط وقد أدخلت تعريفة معتدلة جدا. في وقت مبكر 2000s قررت الحكومة إشراك القطاع الخاص ليس فقط في بناء البنية التحتية، ولكن لتوسيع دورها أيضا في تمويل وتشغيل البنية التحتية من خلال مشاريع البناء والتشغيل ونقل الملكية (BOT). وكان المشروع الأول BOT في قطاع المياه محطة لمعالجة مياه الصرف الصحي في جدة، يليه المستقل للمياه ومشاريع الطاقة (IWPPs) لمحطات توليد الكهرباء وتحلية المياه المتكاملة.
في عام 2003 تم إنشاء وزارة المياه والطاقة. استغرق الأمر أكثر من وظيفة إدارة الموارد المائية من وزارة الزراعة والمياه والمسؤولية لتوفير المياه والصرف الصحي من وزارة الشؤون البلدية والقروية. وفي نفس العام تم إنشاء شركة المياه والكهرباء باعتبارها أخذ خارج للمياه والكهرباء التي تنتجها IWPPs.
في عام 2008 تم توسيع برنامج الخصخصة في مياه الشرب عندما تم توقيع عقد إدارة أول للمملكة للعاصمة الرياض، تليها اثنين من أكثر عقود الإدارة (انظر أدناه). بدءا من انتهاء عقد الإدارة في الرياض في عام 2014، ومن المقرر أن الجائزة 20 إلى عقود الإيجار لمدة 30 عاما للمدن التي كتبها عقود الإدارة تغطيتها. واعتبارا من أواخر عام 2014، تم دفع توقيت العودة إلى 2017/18 وشركة المياه الوطنية المتوقع أن تأخذ حصة 40٪ في كل من المشاريع المشتركة التي من شأنها أن يتم اختيار لتشغيل شبكات المياه والصرف الصحي في المدن الثلاث. وفقا لشركة المياه الوطنية الرئيس التنفيذي لؤي بن أحمد المسلم والمشاريع المشتركة يمكن أن تكون مربحة على الرغم من انخفاض تعرفة المياه من خلال بيع المياه المعالجة، ليتم توفير الاستثمارات الماء الجزء الأكبر ورأس المال مجانا.

## المسؤولية عن إمدادات المياه والصرف الصحي
حتى تأسيس الشركة الوطنية للمياه (شركة المياه الوطنية) في عام 2008 لم يكن هناك فصل بين المؤسسات المسؤولة عن السياسة والتنظيم من جهة، وتوفير الخدمات من جهة أخرى. وبدلا من ذلك كانت جميع وظائف القطاع رئيسية المسؤولية المباشرة للوزارة واحدة، وزارة المياه والكهرباء.
ما يعرقل جودة وكفاءة تقديم الخدمات من قبل العديد من نقاط الضعف التي يعاني منها القطاع العام في المملكة العربية السعودية بشكل عام. وتشمل هذه السياسات غير الملائمة موظفي الخدمة المدنية التوظيف والرواتب غير كافية، ومهارات محدودة، لا مساءلة عن الإجراءات المتخذة (أو لم تتخذ)، وغياب التخطيط الاستراتيجي، وقرارات الاستثمار المخصص.

## السياسة والتنظيم
منذ عام 2003 وزارة المياه والكهرباء (زارة المياه والكهرباء) هي المسؤولة عن السياسة وتنظيم خدمات المياه والصرف الصحي. ليست هناك وكالة تنظيمية منفصلة لهذا القطاع. الكهرباء التي أنشئت مؤخرا والتوليد المشترك هيئة تنظيم (ECRA) ينظم فقط محطات تحلية المياه المملوكة للقطاع الخاص. وظائف وزارة الزراعة تتداخل مع تلك زارة المياه والكهرباء، إذ أن الزراعة هي إلى حد بعيد مستخدمي المياه الرئيسي في البلاد وتساهم في استنزاف المياه الجوفية الأحفورية التي حصة كبيرة من إمدادات مياه الشرب في البلاد تعتمد. وهناك أيضا بعض التداخل بين الوزارتين في مجال إعادة استخدام مياه الصرف الصحي. لا يوجد وزارة البيئة في المملكة العربية السعودية.

## تقديم الخدمات
يتم تقاسم المسؤولية عن تقديم الخدمات من قبل القطاعين العام والخاص. شركة المياه الوطنية (شركة المياه الوطنية) هو المسؤول عن إمدادات المياه والصرف الصحي في أكبر المدن - الرياض، جدة، مكة المكرمة والطائف كما عام 2013 في شراكة مع شركات خاصة أجنبية. في مدن أخرى إمدادات المياه والصرف الصحي لا تزال المسؤولية المباشرة للمديريات وزارة المياه والكهرباء من خلال فروع إقليمية لها. الحكومة المحلية، والتي هي المسؤولة عن تقديم الخدمات في العديد من البلدان الأخرى، ليس له دور في تقديم الخدمات في المملكة العربية السعودية.
يتم تشغيل محطات تحلية المياه من قبل الهيئة السعودية للمياه تحويل شركة (SWCC) التي تنص على المياه مجانا لشركة المياه الوطنية أو من قبل شركات خاصة تسمى المستقل للمياه ومشاريع الطاقة (IWPPs) التي تبيع المياه والطاقة إلى هيئة عامة تسمى شركة المياه والطاقة. يتم تشغيل العديد من محطات معالجة مياه الصرف الصحي من قبل شركات خاصة تحت BOT عقود.

## شركة المياه الوطنية وإدارة العقود
شركة المياه الوطنية (شركة المياه الوطنية) تخطط لتصبح «مرافق المياه الرائدة في المنطقة» في غضون 4 إلى 7 سنوات بعد إنشائها في عام 2008. اثني عشر عضوا مجلس شركة المياه الوطنية ويرأسها وزير المياه والكهرباء ويشمل ذلك الرئيس التنفيذي ل الشركة.
شركة المياه الوطنية عقود من خدمات توزيع المياه للمدن الفردية للقطاع الخاص بموجب عقود الإدارة. وتشمل الأهداف الرئيسية تحسين نوعية الخدمة، والكفاءة التشغيلية ورضا العملاء. ويسبق العقود عقود المساعدة التقنية لعام واحد. ويعقب ذلك فترة التحقق من صحة 1-2 سنوات مزيد من خلالها خط الأساس والهدف البيانات لرئيسية مؤشرات الأداء ويجري استعراض. لن تتأثر مستويات التعريفة الجمركية. ويشمل نطاق عقود تدريب وتأهيل المواطنين السعوديين، وكذلك البحث والتطوير بهدف نقل التكنولوجيا.
العقود الثلاثة الموقعة حتى الآن هي:
في أبريل 2008 لرأس المال لل الرياض مع الشركة الفرنسية فيوليا، التي تغطي ست سنوات، وتقدر قيمتها بمبلغ 60M،
عقد لمدة سبع سنوات مع الشركة الفرنسية SUEZ ل جدة،
في يونيو 2010 ل مكة المكرمة والطائف مع الشركة الفرنسية SAUR، وتغطي خمس سنوات، وتقدر قيمتها بمبلغ 46M.
كما هو مطلوب من قبل فريق القانون SAUR السعودية التي تعمل في مكة المكرمة تتألف بشكل كامل من المسلمين. ومن المتوقع أن يتم طرح مناقصة للحصول على عقود إدارة المزيد من المدينة المنورة والكبرى الدمام.
وتقول شركة المياه الوطنية أن ما بين إنشائها في عام 2008 و 2012 كان قد انقذ 115400000 M3 من المياه من خلال الحد من تسرب، وتحسين الامتثال نوعية المياه من 82٪ إلى 98.7٪، وزيادة رضا العملاء من 45٪ إلى 83٪، وانخفاض عدد المشاريع التي هي وراء الجدول الزمني 104-3، وتحسين جمع النقدي السنوي في الفترة من SAR561 مليون (149,000,000 $) إلى SAR1،119 مليون (298,000,000 $).
كما تخطط شركة المياه الوطنية وتشرف على مشاريع البنية التحتية مثل 1.6 مليار (426,000,000 $) برنامج SAR الرياض إمدادات المياه أنجزت في عام 2013 التي تضمنت حفر 43 بئرا جديدة وبناء 27 محطات لتحلية المياه المالحة الماء.
كان متوقعا في البداية شركة المياه الوطنية لتولي المدينة المنورة في عام 2011، وكذلك الدمام وآل الخبر في عام 2013.

## الهيئة السعودية للمياه
لتحلية المياه المالحة شركة (SWCC)، وهي كيان تحت سلطة وزارة، هي المسؤولة عن تشغيل محطات تحلية المياه المملوكة للقطاع العام في البلاد، وتعمل شبكة من خطوط أنابيب نقل المياه 4,300 كيلومتر (2,700 ميل) لنقل المياه بكميات كبيرة من النباتات إلى مراكز الاستهلاك الكبرى، وبعض منهم تقع على مسافة بعيدة مثل الداخلية كما الرياض . SWCC هي أكبر كيان تحلية المياه في العالم. انها لديها أكثر من 3.3 مليون M3 / يوم قدرة المياه المثبتة، ومصممة مصانعها لتوفير موثوق أكثر من 2.8 مليون M3 / يوم.
SWCC ليس شركة مستقلة تعمل على أسس تجارية، وإنما هي فرع من فروع الحكومة. يتم توفير المياه مجانا لفروع زارة المياه والكهرباء وشركة المياه الوطنية. SWCC لديها قسم الأبحاث ومركز التدريب. في عام 2008 أعلنت الحكومة عن خطط ل«خصخصة» SWCC وتحويلها في شركة قابضة. ان شركة قابضة تشرف البداية شركات الإنتاج التابعة التي من شأنها أن تشغيل محطات تحلية المياه. وفي وقت لاحق انها ستبيع قبالة الشركات وتشمل القطاع الخاص بطريقة مشابهة لما تم القيام به مع المياه المستقلة ومشاريع الطاقة (انظر أدناه). أول مصنع للخصخصة سيكون في ينبع . ومع ذلك، فقد تم لاحقا تعديل النباتات: وينبع (1) وسوف تستمر 2 النباتات وسيتم تشغيلها من قبل SWCC، وسيتم بناء محطة ينبع من قبل شركة خاصة، ولكن التي تديرها SWCC. [ 25 ]
| المحطة                       | الحالي               | Capacity (مليونln m3/سنة) | قدرة (MW) | الملاحظات |
| ---------------------------- | -------------------- | ------------------------- | --------- | --------- |
| الشعيبة III                  | الافتتاح في عام 2005 | 150?                      | 1200      |           |
| الجبيل II                    | الافتتاح في عام 2009 | 292                       | 2755      |           |
| الشقيق II                    | الافتتاح في عام 2010 | 77                        | 850       |           |
| رأس الخير (سباق سابقا الزور) | الافتتاح في عام 2010 | 365                       | 2500      |           |
| الجبيل III                   | ?                    | 127                       | 1100      |           |

## المياه المستقلة ومنتجي الطاقة لتحلية
منذ أوائل 2000s في، دعت المملكة العربية السعودية القطاع الخاص ليس فقط لبناء، ولكن أيضا لتمويل وتشغيل محطات تحلية جديدة. وقد أنشئت المياه والطاقة شركة (WEC) باعتبارها أخذ خارج التي تشتري المياه من IWPPs من خلال اتفاقيات شراء الطاقة والمياه لمدة 20 سنة (PWPAs). الحكومة تضمن بشكل كامل الدفعات المستحقة من WEC إلى IWPPs. ويأتي ذلك عقب سبيل المثال من دول الخليج العربي، الذي كان قد قدم في وقت سابق IWPPs عدة سنوات. وكان أول هذه المشاريع فيالشعيبة III المستقل للمياه والطاقة المنتج (IWPP) أنجزت في عام 2005. [ 26 ] وهي تقع على البحر الأحمر، ويوفر المياه ل جدة، مكة المكرمة والطائف . كان IWPP الثاني لمشروع الجبيل الثاني، وتقع بالقرب من مجمع الجبيل الصناعية على ساحل الخليج العربي.
في عام 2007 المملكة العربية السعودية قد خططت لإطلاق عشرة IWPPs مزيد بحلول عام 2016 مع استثمار ما مجموعه 16 مليار دولار. وتتكون المرحلة الأولى من هذه الخطة مع التكلفة التقريبية ل7.3 مليار دولار، ثلاثة IWPPs: الشقيق II، رأس الخير والجبيل III [ 27 ]

## شركة المياه والطاقة
شركة المياه والطاقة، التي أنشئت في عام 2003، هو خارج أخذ على المياه desalined التي تنتجها محطات التحلية التي يديرها القطاع الخاص. وهي مملوكة بشكل مشترك من قبل SWCC والشركة السعودية للكهرباء (SEC). 

### تمويل المشاريع لمحطات معالجة مياه الصرف الصحي
تمويل المشاريع، أي التمويل المضمون في المقام الأول من قبل تدفق الإيرادات المتوقعة من المشروع، وقد تستخدم عادة لتمويل محطات معالجة مياه الصرف الصحي في المملكة العربية السعودية. في مايو 2002 عقد مياه الصرف الصحي الأول في المملكة العربية السعودية تمول بهذه الطريقة، في هذه الحالة بمثابة BOT العقد، منحت لمجموعة من الشركات المحلية. وكان كونسورتيوم لإعادة تأهيل وتشغيل وصيانة وتطوير نظام مياه الصرف الصحي من جدة المدينة الصناعية على مدى فترة من 20 عاما، واستثمار 32 مليون دولار أمريكي. وقد منحت الحكومة العديد من العقود العلاج مزيد من مياه الصرف الصحي BOT منذ ذلك الحين، على أساس تدفق الإيرادات من اتفاقيات مبيعات طويلة المدى لمياه الصرف الصحي المعالجة بيعها للعملاء الرئيسيين.

## الكفاءة التشغيلية
وعادة ما يتم قياس الكفاءة التشغيلية لخدمات المياه والصرف الصحي من خلال مستوى المياه غير الإيرادات ونسبة الموظفين لكل 1,000 الاتصالات.
بسبب انخفاض مستوى القياس فإنه من الصعب تقدير مستوى المياه غير الإيرادات في المملكة العربية السعودية. فقط في حالة الرياض ، حيث توجد متر، وقد تم ذلك تقدير مغزى، مما أدى إلى ما يقدر ب 34٪ من المياه غير العائدات . ما تم كسرها نزولا إلى خسائر مادية 21٪ والخسائر التجارية 13٪ من undermetering، الوصلات غير القانونية واستهلاك فواتير أذن مثل للمساجد. وبالإضافة إلى ذلك، لا يتم دفع 24٪ من استهلاك فواتير. المستوى العام مرتفعة وفقا للمعايير الدولية.
وأظهرت دراسة حديثة أن قياس المديريات الإقليمية وتوظف 10,500 شخص لخدمة 5.7 مليون عميل. وهذا يتوافق مع نحو 10 موظفين لكل 1,000 الاتصالات، وهو أعلى أكثر من ثلاثة أضعاف في حالة تشغيل بكفاءة المرافق. العدد الفعلي للأشخاص العاملين في تقديم الخدمات هو أعلى حتى لأن العديد من مديريات عقد من خدمات محددة.

## الرسوم الجمركية وتكاليف
الرسوم الجمركية . متوسط تعرفة المياه تتراوح من US $ 0.06 لUS $ 0.10 / M3، التي هي من بين أدنى المعدلات في العالم. المملكة لديها بنية كتلة التعرفة زيادة، ولكن الغالبية من المستهلكين تقع في كتل الأولين حيث رسوم المياه تكاد تكون معدومة. عملاء مع استخدام المياه أقل من 100 متر مكعب شهريا تدفع سوى 0.1 ريال / M3 (0.03 دولار أمريكي / M3). [ 3 ] وفي بلدان أخرى حيث تستخدم التعريفات زيادة كتلة - كما هو الحال في الأردن واليمن وتونس - ل يتم عادة تعيين استهلاك بالاستغاثة الاستفادة من مستوى التعريفة أقل من 20 مترا مكعبا في الشهر أو أقل. مستوى التعريفات وهيكل، جنبا إلى جنب مع انخفاض حصة القياس، وتوفير حوافز ضئيلة أو معدومة للحفاظ على المياه. وقد وضعت مقترحات لتعديلات التعريفة المياه، على سبيل المثال من قبل مركز أبحاث السعودي، ومجموعة آل Aghar في شراكة أكاديمية بشناق، قدمت في المنتدى السعودي للمياه والطاقة 2010 م. على ما لا يقل عن التعريفات العقد بقيت على حالها، وعندما أعلن زيادة لديسمبر 2015 أنه اقتصر على التعريفات غير المحلية بينما ظلت الرسوم الجمركية المحلية دون تغيير.
أسعار المياه المباعة من قبل الشاحنات الناقلة . ألف متر مكعب من المياه المزودة من قبل صهريج مياه قد تكلف ما يصل إلى 6 ريال (US $ 1.50)، أو حوالي 20 مرات أكثر من إمدادات المياه من خلال الشبكة. المواطنين الذين لا علاقة لشبكة الأنابيب، الذين غالبا ما يكونون فقراء، دفع ما يصل إلى 40 مرة أكثر للمياه من الأسر المتصلة. فاتورة المياه الشهرية هو حوالي 1 ريال (US $ 0,27)، بالمقارنة مع متوسط فاتورة الهاتف المحمول من 200 ريال. ]
بيع المياه المعالجة . من خلال مبادرة الصرف الصحي المعالجة مياه الصرف الصناعي (TSEI) من شركة المياه الوطنية، يباع مياه الصرف الصحي المعالجة للعملاء رئيسي للمياه، مثل الصناعات أو مشغلي ملعب للجولف، بموجب عقود طويلة الأجل لمدة تصل إلى 25 عاما. وهذا يولد تيار الإيرادات التي يسترد تكاليف معالجة مياه الصرف الصحي تحت البناء والتشغيل المشاريع الممولة من القطاع الخاص نقل (BOT). اعتبارا من عام 2011، أشارت التقديرات إلى أن شركة المياه الوطنية قد وقعت اتفاقيات بورصة طوكيو تبلغ قيمتها أكثر من 5 مليارات ريال سعودي (1330000000 USD). [ 30 ]
استرداد التكاليف والإعانات . قليل - إن وجدت - من الفروع الإقليمية للزارة المياه والكهرباء لديها عائدات كافية لاسترداد التكاليف، على الرغم من حصولهم على المياه المحلاة مجانا. على سبيل المثال، فرع الرياض - زيارتها إيرادات 370 مليون ريال في عام 2004، ولكن نفقات 570 مليون ريال - على الارجح واحدة من أفضل أداء الفروع. في المتوسط، «الحكومة يتعافى واحد فقط أو اثنين في المئة من تكاليفه، و (الدعم) خطط ويستفيد الأغنياء، وليس الفقراء»، وفقا لعادل بشناق. لا يوجد استرداد تكلفة مياه الصرف الصحي جمع ومعالجة من أولئك الذين توليد مياه الصرف الصحي. وفقا لتقديرات عام 2000 من قبل البنك الدولي، دفعت الحكومة إعانات سنوية من 3.2 مليار دولار أمريكي، أي ما يعادل 1.7٪ من الناتج المحلي الإجمالي و 7٪ من عائدات النفط. يتم توفير المياه المحلاة مجانا عن طريق SWCC لشركة المياه الوطنية.

## الاستثمار والتمويل
جميع الاستثمارات للمياه والصرف الصحي، بما في ذلك تحلية، ويتم تمويل مباشر من ميزانية الحكومة المركزية. بلغ 7 وخطط التنمية 8 (التي تغطي الفترات 2000-2005، و 2006-2010 على التوالي) مخصصات المياه (بما في ذلك الري)، وتغطي مدة عشر سنوات، إلى ريال سعودى 34.9 مليار (9.2 مليار دولار) وريال سعودى 41600000000 (11.1 مليار دولار أمريكي) على التوالي، أي ما يعادل ملياري دولار أمريكي سنويا.
وتشير التقديرات إلى أن ما بين 1975 و 2000 ما مجموعه أكثر من دولار 100bn تم استثمارها في إمدادات المياه والصرف الصحي، والتي من شأنها أن تكون هناك حاجة إلى 130bn دولار إضافية بين عامي 2002 و 2022، أي ما يعادل 6.5 مليار دولار في السنة أو أكثر من 200 دولار أمريكي للفرد الواحد والسنة. وهذا المستوى من الاستثمار في المياه للفرد هو من بين أعلى المعدلات في العالم، أعلى مما كانت عليه في الولايات المتحدة وبريطانيا أو ألمانيا، وذلك بسبب ارتفاع تكلفة تحلية المياه والحاجة إلى وسائل النقل المياه لمسافات طويلة. وهو يطابق إلى حوالي 1.5٪ من الناتج المحلي الإجمالي.